# Mały Lodowy Kopiniak
Mały Lodowy Kopiniak (słow. Malá ľadová kopa) – turnia znajdująca się w środkowej części Lodowej Grani w słowackich Tatrach Wysokich. Od strony północno-zachodniej graniczy z Pośrednim Lodowym Kopiniakiem, od którego oddziela go Skryta Ławka. Z kolei długa południowo-wschodnia grań Małego Lodowego Kopiniaka opada na Zadni Lodowy Przechód, oddzielający go od Pięciostawiańskiej Czuby. W grani tej znajduje się charakterystyczny Lodowy Ząb.
Północno-wschodnie stoki opadają z Małego Lodowego Kopiniaka do Doliny Pięciu Stawów Spiskich, południowo-zachodnie – do Dolinki Lodowej. Wierzchołek wzniesienia leży tuż ponad Skrytą Ławką, spod której do Doliny Pięciu Stawów Spiskich opada żleb. Na szczyt nie prowadzą żadne szlaki turystyczne. Dla taterników turnia jest łatwo osiągalna ze Skrytej Ławki i z Zadniego Lodowego Przechodu.
Pierwsze wejścia:
- letnie – Janusz Chmielowski, Károly Jordán, Jan Nowicki, przewodnicy Klemens Bachleda, Paul Spitzkopf i tragarz Stanisław Stopka, 14 sierpnia 1903 r.,
- zimowe – Valéria Kovárová, Edita Krenová, Manicová, Maňa Mičiková, Bárdoš i Alexander Huba, 19 kwietnia 1946 r.[2]

Nazwa szczytu pochodzi od Lodowego Szczytu, w którego masywie się znajduje. Kopiniakiem mieszkańcy Podtatrza nazywają górę kopiastą, zazwyczaj mniejszą od kopy.